# Спеціаліст вищої категорії
Спеціаліст вищої категорії — кваліфікаційна категорія, що встановлюється педагогічним працівникам, які виявили високий рівень професіоналізму, ініціативи, творчості, досконало володіють ефективними формами і методами організації навчально-виховного процесу, забезпечують високу результативність, якість своєї праці.
Необхідний стаж безпосередньої педагогічної роботи — не менше 8 років. Як виняток цей стаж може бути скорочений до 5 років. Для педагогічних працівників з вченими званнями та науковими ступенями враховується стаж їх безпосередньої педагогічної роботи у закладі вищої освіти.